# Mysterium fidei (papeška okrožnica)
Mysterium Fidei je papeška okrožnica (enciklika), ki jo je napisal papež Pavel VI. leta 1965.
V okrožnici je papež izpostavil centralno vlogo evharistije v Rimskokatoliški Cerkvi.